# روزه دوپامین

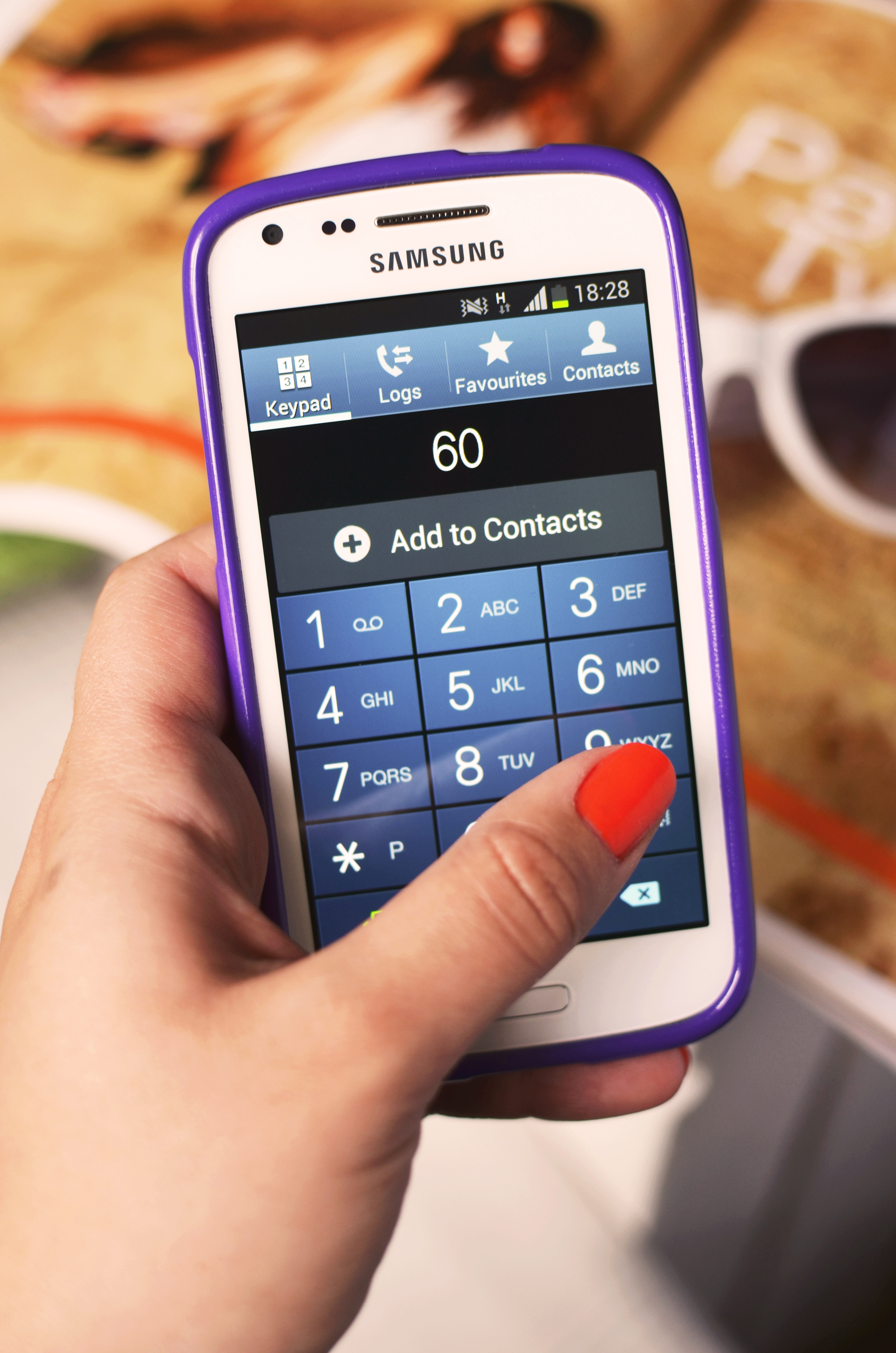
طرفداران روزهٔ دوپامین، وقفه‌های دوره‌ای در استفاده از فناوری‌های مانند تلفن‌های هوشمند، که اعتیادآور تلقی می‌شوند را مفید می‌دانند.

روزهٔ دوپامین (به انگلیسی: Dopamine Fasting) گونه‌ای سم‌زدایی دیجیتالی تلقی می‌شود که فرد موقتاً از فناوری‌های اعتیادآور مانند شبکه‌های اجتماعی، گوش‌دادن به موسیقی از طریق بسترهای فناورانه و بازی‌های اینترنتی دوری می‌کند و می‌تواند به محرومیت موقت در خوراک و تعاملات اجتماعی نیز گسترش یابد. ریشه‌های این اصطلاح ناشناخته است؛ اما نخستین بار در نوامبر ۲۰۱۸ به‌واسطهٔ یک مربی سبک زندگی بر بستر یوتیوب، رواج گسترده‌ای یافت.
محققان هاروارد به این کار با عنوان عادت ناسازگار (maladaptive fad) اشاره کرده‌اند. سایر منتقدان می‌گویند مبنای این عمل درکی اشتباه از شیوهٔ عملکرد ناقل عصبی دوپامین است (که ذر مغز کار پاداش‌دادن به رفتار را انجام می‌دهد) و رفتار آگاهانه می‌تواند جای آن را بگیرد.
دوری جستن از الگوهای تکرارشوندهٔ هیجان و شبیه‌سازی، که ممکن است به‌واسطهٔ تعامل با فناوری‌های دیجیتال فعال شوند، این موضوع که دوری از فعالیت‌های لذت‌بخش می‌تواند عادت‌های بد را از بین ببرد، فراهم کردن زمان کافی برای درون‌اندیشی و تقویت شادابی فردی، تشکیل‌دهندهٔ ایدهٔ این عمل هستند.